# Kohei Morita
Kohei Morita (Aichi, 13 juli 1976) is een Japans voetballer.

## Clubcarrière
Kohei Morita speelde tussen 1999 en 2011 voor Urawa Red Diamonds, Cerezo Osaka, Kawasaki Frontale, Omiya Ardija en Sanfrecce Hiroshima. Hij tekende in 2012 bij Ventforet Kofu.